# J.J. Williams
John James Williams (Nantyffyllon, 1º aprile 1948 – 29 ottobre 2020) è stato un rugbista a 15 gallese, che giocava come ala.
Atleta di grosso spessore, rappresentò il Galles nei Giochi del Commonwealth di Edimburgo nel 1970, diventando campione gallese di sprint nel 1971.

## Biografia
Cresciuto nel Bridgend Ravens passò nel Llanelli RFC nel 1972, ottenendo il suo primo caps internazionale con il Galles il 24 marzo 1973 in un mach contro la Francia, mentre la sua ultima apparizione con i Dragoni è datata 17 marzo 1979 in un mach contro la Inghilterra. In mezzo sette partecipazioni al 5 nazioni, con quattro vittorie (1975, 1976, 1978, 1979) e due grande slam (1976, 1978).
Nel corso della sua carriera sportiva fu selezionato anche per due tour dei British and Irish Lions, nel 1974 in Sudafrica e nel 1977 in Nuova Zelanda. Giocò un ruolo di primo piano nella "invincible series" contro il Sudafrica nel Tour dei Lions del 1974 segnando 2 mete sia nel secondo e che nel terzo incontro della serie, meritandosi il titolo di "The Welsh Whippet".
Dopo il ritiro lavorò per la J.J. Williams Painting Services Ltd, una società commerciale e industriale con sede a Pyle, vicino Bridgend, e fece parte di un consorzio per la gestione del Millennium Stadium di Cardiff.
Tutti e tre i suoi figli hanno rappresentato il Galles sulla pista d'atletica, suo figlio Rhys è l'attuale titolare del record gallese sui 400 metri ostacoli (49,09).